# Bogdănița (gmina)
Bogdănița – gmina w Rumunii, w okręgu Vaslui. Obejmuje miejscowości Bogdănița, Cârțibași, Cepești, Coroiești, Rădăești, Schitu i Tunsești. W 2011 roku liczyła 1437 mieszkańców.